# 幻想三国誌
『幻想三国誌』（げんそうさんごくし）は、台湾のUserJoy Technology社が開発したコンピュータRPG。日本では日本ファルコムが販売権を獲得し、日本語ローカライズした"海外プロデュースシリーズ"の4作目として、2004年に日本語版を発売している。

## ストーリー
天変地異により三國志の歴史が失われた世界が舞台。三國志の登場人物を仲間に加えながら、物語を進めていく。

## 登場人物
姫軒 伯雅（きけん はくが）
本作の主人公。
姫霜 羽鳳（きそう うほう）
伯雅の姉。
貂芝 芸真（ちょうし げいしん）
曹操と劉備に父を殺された少女。
糜香（びこう）
孔明に育てられた戦乱孤児。
虞氷 慕盈（ぐひょう ぼえい）
天若宮の師範代。
燕起 君皓（えんき くんこう）
流民に恋人を殺された放浪の武士。
百月（ももつき）
千年白狐が化けた少女。
温青 思乾（おんせい しかん）
大金持ちの息子。

## テレビアニメ
『幻想三國誌 -天元霊心記-』（げんそうさんごくし てんげんれいしんき）のタイトルで、2022年1月11日から3月29日まで毎週火曜2時から2時30分（月曜深夜）にBS12 トゥエルビ『アニメ26』枠にて放送された。当初は2021年10月5日より同枠で放送予定であったが、2021年9月10日に放送延期が発表された。

### 登場人物
應幾（おうき）
声 - 小野賢章、川井田夏海（幼少期）
封印使および隊長。熱血漢で仲間思いな性格。武器は霊筆で、文字を綴ることによって術を発動できる。
小霊（しょうれい）
声 - 金元寿子
鬼斬である少女。魍魎を倒す力をもっている。見た目は幼く､実年齢不明｡一人称は「シャオ」｡
洵喬（しゅんきょう）
声 - 中原麻衣
浄霊使。魍魎の瘴気を二胡を奏でることによって浄化できる。
丁研（ていけん）
声 - 古川慎
執器使。性格はいい加減であり、自堕落なところが見られる。
愛心茶桶（あいしんちゃおけ）
声 - 福島潤
喋る茶桶。天元によって、六番隊のお目付役として配備された。

### スタッフ
- 原作 - 「幻想三國誌」[5]
- 監督 - 町谷俊輔[5]
- 副監督 - 永居慎平[5]
- シリーズ構成 - 鈴木雅詞[5]
- キャラクターデザイン - CSPG[5]、油井徹太郎[5]
- 美術監督 - 片野坂恵美[5]
- 美術設定 - 大原盛仁[5]、陳俊丞、徐嘉禾、呂錫彥
- 美術アドバイザー - 増山修[5]
- 色彩設計 - 金丸祐子[5]
- 3D監督 - 宮下るりか[5]
- 撮影監督 - 浅川茂輝[5]
- 編集 - 宮崎直樹[5]
- 音響監督 - 丹下雄二[5]
- 音楽 - 田頭勉[5]
- 音楽プロデューサー - 大貫一雄
- プロデューサー - 葉嘉惠、高尚麟、楊淑椀、楊建利、Diana Liu、鷹木純一、石原直樹
- アニメーションプロデューサー- 池牟禮誠
- アニメーション制作・音楽制作 - GEEKTOYS[5]
- 製作 - 「幻想三國誌」製作委員会[5]

### 主題歌
「ENISHI」
Machicoによるオープニングテーマ。作詞はミズノゲンキ、作曲・編曲は睦月周平。
「嘘」
LACCO TOWERによるエンディングテーマ。作詞は松川ケイスケ、作曲・編曲はLACCO TOWER。

### 各話リスト
| 話数   | サブタイトル | 脚本     | 絵コンテ          | 演出                      | 作画監督                                                                            | 総作画監督 | 初放送日       |
| ------ | ------------ | -------- | ----------------- | ------------------------- | ----------------------------------------------------------------------------------- | ---------- | -------------- |
| 第1話  | 魎狩隊       | 鈴木雅詞 | 町谷俊輔          | 永居慎平 加藤顕           | 野崎麗子 鎌田均 加野晃 佐藤哲也 飯飼一幸 杉村友和 粟井重紀 李少雷 SEED              | 阿部恒     | 2022年 1月11日 |
| 第2話  | 鬼斬抄       | 鈴木雅詞 | 香川豊            | 大野卓也                  | 飯飼一幸 中澤勇一 雨宮英雄 古屋夏実 高石まみ 原田ゆうか                             | -          | 1月18日        |
| 第3話  | 連環計       | 町谷俊輔 | 町谷俊輔          | 小川ユメキ                | In Taeseon Song Jinyeong Kim Jongbeom                                               | 阿部恒     | 1月25日        |
| 第4話  | 義兄弟       | 鈴木雅詞 | 古川順康          | 安藤健                    | 佐藤哲也 谷口繁則 油井撒太郎 NAMU Animation                                         | -          | 2月1日         |
| 第5話  | 裏切者       | 羽良俊馬 | 加藤モエ          | ありもとじろう Oh Eun Soo | Cho Hye Jung Lee Dong Hun Song Jin Young Kim Jong Beom                              | -          | 2月8日         |
| 第6話  | 呪心臓       | 小鹿りえ | 池田重隆 八谷賢一 | 八谷賢一                  | 鎌田均 加野晃 野崎麗子 金到瑛                                                       | 油井撤太郎 | 2月15日        |
| 第7話  | 決死行       | 小鹿りえ | 加藤モエ 松浦直紀 | 松浦直紀                  | Song Jinyeong Kim Jongbeom                                                          | -          | 2月22日        |
| 第8話  | 鳳凰教       | 小鹿りえ | 山田浩之          | 中澤勇一                  | 中澤勇一 粟井重紀 雨宮英雄 丸英男 飯飼一幸 古屋夏実 原田ゆうか 高石まみ 黄翔麟      | -          | 3月1日         |
| 第9話  | 悲愁譜       | 小鹿りえ | 飯田崇            | 馬場竜一                  | 三関宏幸 野沢弘樹 竹内一将 程旲 馬場竜一                                            | -          | 3月8日         |
| 第10話 | 鬼哭澱       | 鈴木雅詞 | 髙田昌豊          | 髙田昌豊                  | 飯飼一幸 粟井重紀 雨宮英雄 黄翔麟 原田ゆうか Mahmoud Moftah Theodore Nance Van Zalm | -          | 3月15日        |
| 第11話 | 魎魔宮       | 鈴木雅詞 | 野崎麗子          | 小川ユメキ ありもとじろう | Kim Jongbeom Song Jinyeong                                                          | -          | 3月22日        |
| 第12話 | 魍魎姫       | 鈴木雅詞 | 山田浩之          | 町谷俊輔 神崎ユウジ       | 鯉川慎平                                                                            | -          | 3月29日        |

### 配信サイト
| 配信開始日    | 配信時間        | 配信サイト |
| ------------- | --------------- | --- |
| 2022年1月11日 | 火曜 12:00 更新 | ABEMA GYAO! ニコニコ生放送 Amazon Prime Video dアニメストア （本店・ニコニコ支店・for Prime Video） FOD Hulu J:COMオンデマンド milplus TELASA U-NEXT アニメ放題 アニメカ バンダイチャンネル ひかりTV ふらっと動画 |

## 関連作品
パッケージ版とは別に、ライオンズフィルムが運営するブラウザゲーム型オンラインRPG『幻想三国志WEB』（2016年6月30日サービス終了）がある。パッケージ版は『幻想三国誌』、ブラウザゲーム版は『幻想三国志』が正しい表記である。